# Socorro (Brasile)
Socorro è un comune del Brasile nello Stato di San Paolo, parte della mesoregione di Campinas e della microregione di Amparo.